# Rudolph Leipprand
Siegfried Wilhelm Augustin Rudolph Leipprand (* 24. April 1829 in Lichtel; † 17. Januar 1901 in Frankfurt am Main) war ein Kaufmann und Politiker der Freien Stadt Frankfurt.

## Leben
Leipprand heiratete Anna Hildebrand (* 26. Februar 1831 in Frankfurt am Main; † 18. Juli 1870 ebenda). Aus der Ehe gingen die Söhne Max, Karl Julius Richard und Ernst sowie die Tochter Emma hervor.
Leipprand lebte als Kaufmann in Frankfurt am Main. Von 1868 bis 1880 war er Mitglied der Frankfurter Handelskammer.
Er war 1866 Mitglied im Gesetzgebenden Körper der Freien Stadt Frankfurt. Nach der Annexion der Freien Stadt Frankfurt durch Preußen war er Stadtverordneter. Ab 1890 war er Direktor des Handelsmuseums in Frankfurt am Main. 